# Сезгин Мехмед
Сезгин Юсеин Мехмед е български политик и икономист от ДПС. Народен представител от Движението за права и свободи в XLV, XLVI, XLVII и XLVIII народно събрание.

## Биография
Сезгин Мехмед е роден на 2 април 1987 г. в град София, Народна република България. Завършва специалност „Маркетинг“, придобива магистърска степен по „Политически мениджмънт и публични политики“ и професионална квалификация „Икономист” в Нов български университет. През 2015 г. завършва Българското училище за политика „Димитър Паница“.
Два мандата е член на Управителния съвет на Национален младежки форум (НМФ). В периода 2013-2016 г. е секретар на Младежко ДПС. През 2016-2020 г. е заместник-председател на Младежкото ДПС, с ресор „Връзки с академични дружества и обучения“. На 22 ноември 2020 г. е избран за председател на Младежкото ДПС.